# Liềm

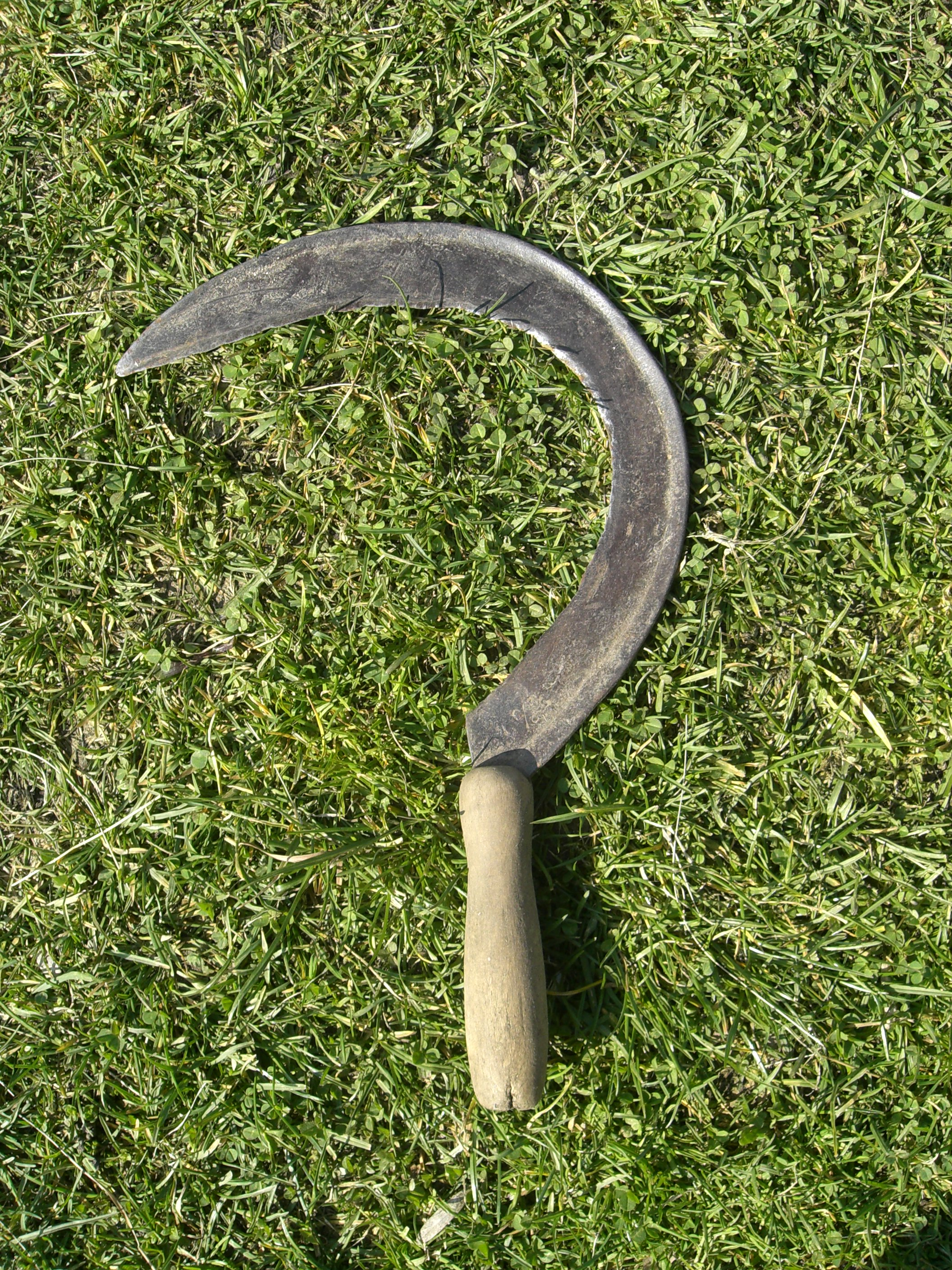
Một cái liềm gặt hái

Liềm là một nông cụ cầm tay có lưỡi cong khác nhau tùy từng loại, chuyên dùng để thu hoạch cây lương thực như lúa, khoai hoặc để cắt cỏ làm thức ăn cho gia súc (cỏ khô hoặc cỏ tươi). Liềm đôi khi còn được dùng như một thứ vũ khí.

## Lịch sử

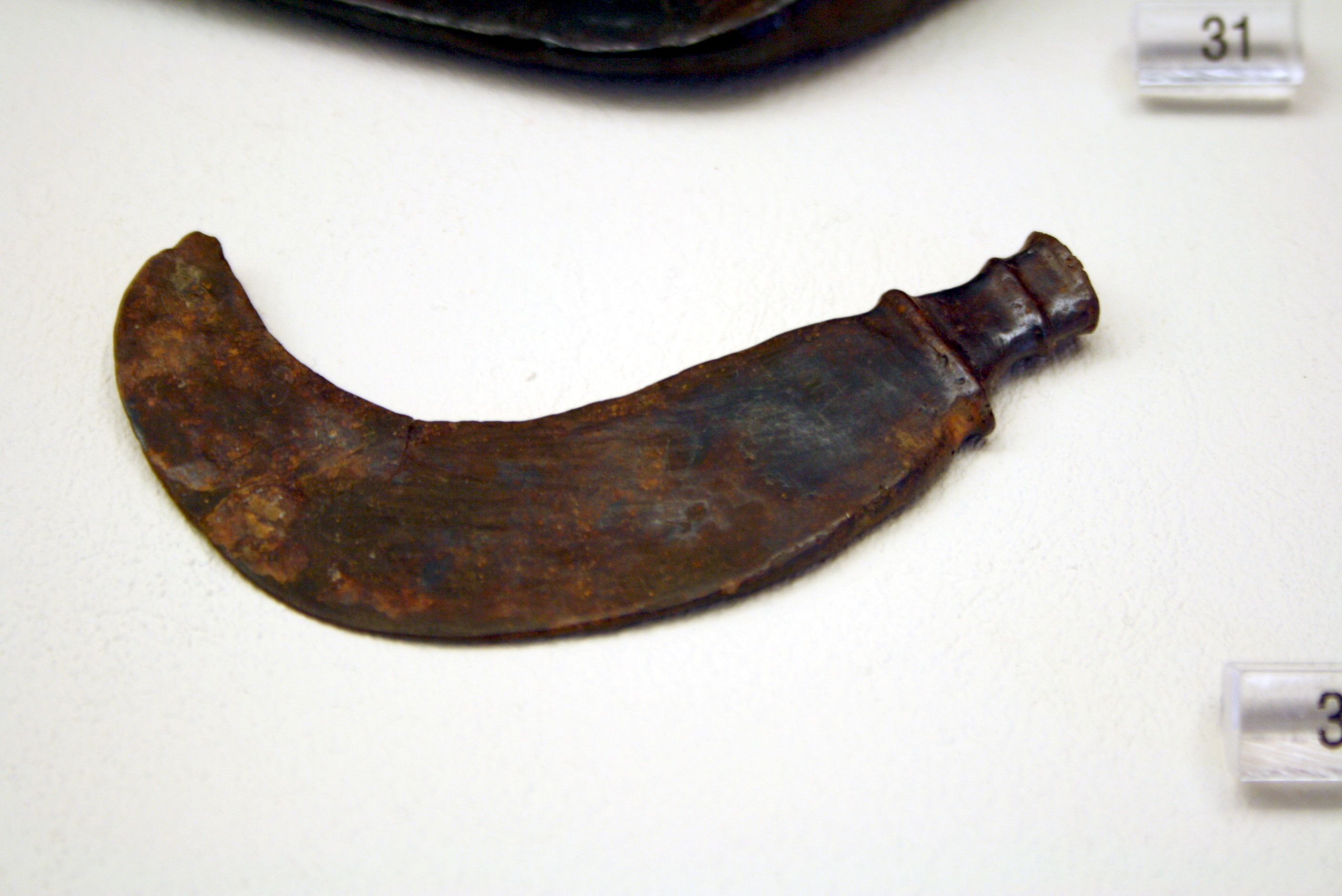
Liềm sắt Hy Lạp cổ đại, Bảo tàng Khảo cổ học Kerameikos, Athen.

### Trước thời kỳ đồ đá mới
Sự phát triển của liềm ở Lưỡng Hà có thể đã có từ trước thời kỳ đồ đá mới. Một lượng lớn lưỡi liềm đã được khai quật tại các điểm xung quanh Palestine và được xác định thuộc về thời kỳ Epipaleolithic (18000-8000 TCN). 